# Vigolo Vattaro
Vigolo Vattaro é uma comuna italiana da região do Trentino-Alto Ádige, província de Trento, com cerca de 1.888 habitantes. Estende-se por uma área de 20 km², tendo uma densidade populacional de 94 hab/km². Faz fronteira com Trento, Pergine Valsugana, Bosentino, Besenello, Vattaro.
Vigolo Vattaro é a localidade natal de Santa Paulina, primeira santa brasileira canonizada.